# Casa Museo Villa Mercedes
La Casa Museo Villa Mercedes es una casa museo situada en el distrito de limeño de Ate Vitarte, en Perú. El lugar fue la residencia limeña del histórico líder del APRA, Víctor Raúl Haya de la Torre, desde 1968 hasta su fallecimiento en 1979.

## Descripción e historia
La Casa Museo Víctor Raúl Haya de la Torre Villa Mercedes es una vivienda ubicada en el kilómetro 8.9 de la Carretera Central en el distrito limeño de Ate. El museo se encuentra en una vivienda de estilo necolonial californiano, de una sola planta. El espacio fue prestado a Haya de la Torre por la familia Ganoza-de la Torre, a iniciativa de la prima de Víctor Raúl, Mercedes de la Torre Collard (de la cual, precisamente, el espacio lleva su nombre). La casona fue convertida en un espacio museístico el 2 de agosto de 1985 —seis años después del fallecimiento de su morador—, y en sus instalaciones se exponen los enseres personales del jefe y líder del Partido Aprista Peruano.
En 2016 sufrió el robo de parte de su colección, mobiliario, y un busto en la entrada de la casa.

## Usos
La casa museo es un lugar de reuniones de cuadros apristas, políticos peruanos y jóvenes afines al aprismo. En la casa museo se realizan homenajes anuales por el Día de la Fraternidad Aprista (22 de febrero), celebrado por el natalicio del Haya de la Torre, y la conmemoración de su fallecimiento (2 de agosto).
Durante el segundo gobierno de Alan García el lugar fue sede de las reuniones del Acuerdo Nacional.